# Omorgus fuliginosus
Omorgus fuliginosus là một loài bọ cánh cứng trong họ Trogidae. Nó xuất hiện ở Texas, México, El Salvador và Costa Rica.

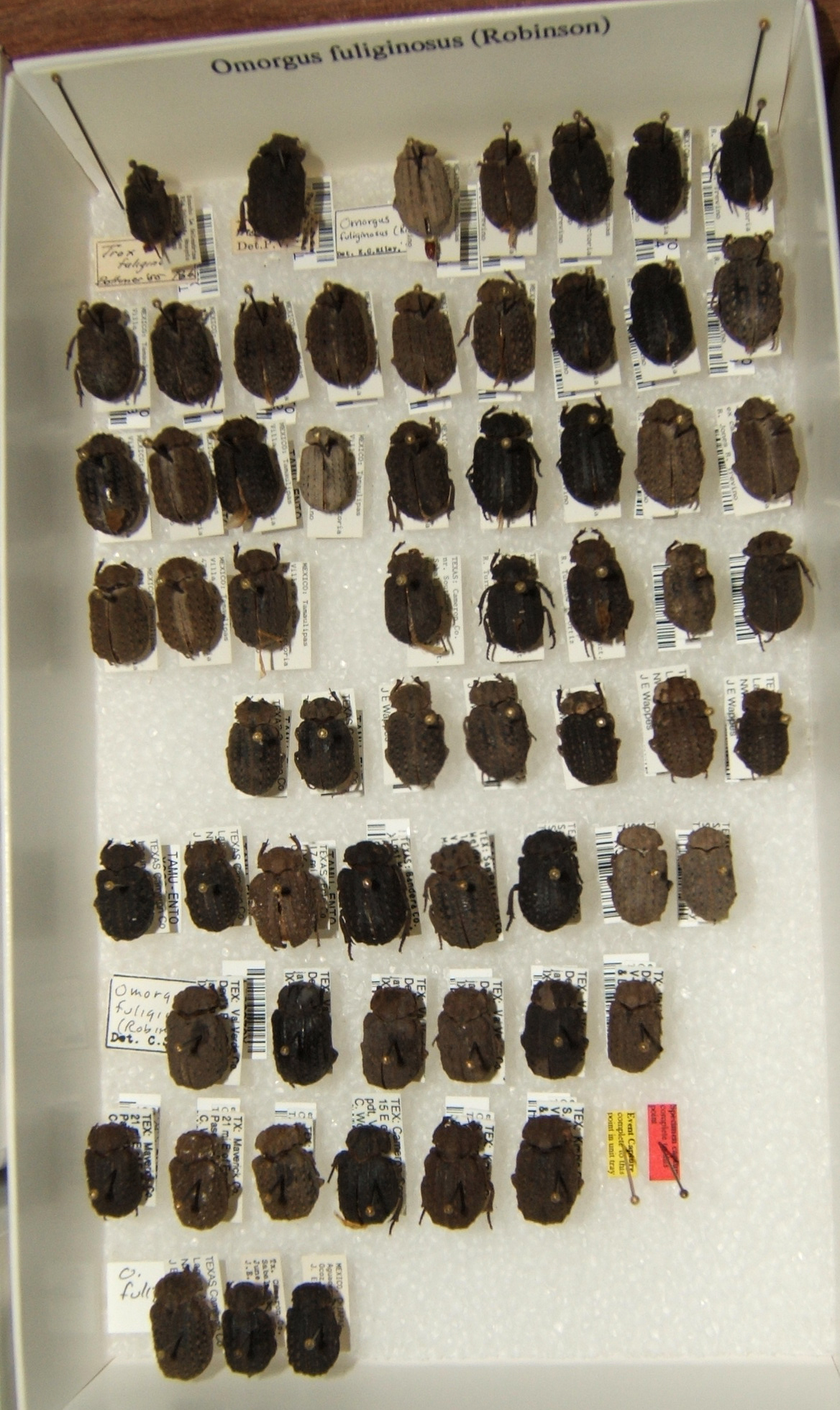
Omorgus fuliginosus